# Nega Mezlekia
Nega Mezlekia (Amhárico: ነጋ መዝለክአ; 1958) es un escritor etíope en amárico e inglés que vive desde los años 1980 en Canadá. 
Abandonó el país por motivos políticos. A pesar de que apoyó la revolución contra el emperador Haile Selassie I de Etiopía, se mostró muy crítico con el régimen de Mengistu Haile Mariam. En 1983 se fue a los Países Bajos con una beca de ingeniería. Después de dos años allí, no pudo regresar a Etiopía y se fue a Canadá.
Cuenta su historia en Notes From the Hyena's Belly. Este su primer libro ganó el Governor General's Award for English language non-fiction en 2000. Después publicó The God Who Begat a Jackal que versa sobre un antiguo mito etíope. Sigue dedicándose a la ingeniería, pero dice añorar el sentimiento de su espiritualidad.

## Otras publicaciones
- 2006. The Unfortunate Marriage of Azeb Yitades, novela nominada al premio de la Mancomunidad Británica. Ed. Penguin Canada, 330 pp. ISBN	014305306X, ISBN 9780143053064

- 2009. Media Blitz: A Personal Battle, esbozo autobiográfico. Ed. Afar House, ISBN 0981176402, ISBN 9780981176406